# ارزیل (ورزقان)
ارزیل یکی از روستاهای استان آذربایجان شرقی در ایران است که در دهستان ارزیل، بخش خاروانا، شهرستان ورزقان واقع شده‌است. جمعیت این روستا برپایهٔ نتایج سرشماری عمومی نفوس و مسکن سال ۱۳۸۵ خورشیدی بالغ بر ۴۳۲ نفر بوده‌است.
ارزیل از دو واژه ترکی آذری تشکیل شده‌است ار به معنی مرد و زیل به معنی خالص و اصل با ترکیب معنی این دو کلمه می‌تواند ارزیل به مکانی که مردانی اصیل در آنجا زندگی می‌کنند ترجمه کرد.
جمعیت این روستا برپایهٔ نتایج سرشماری عمومی نفوس و مسکن سال ۱۳۸۵ خورشیدی بالغ بر ۴۳۲ نفر بوده‌است.
ارزیل نسبت به دیگر روستاهای بخش خاروانا از امکانات رفاهی مناسبی برخوردار است. به‌طوری که این روستا بعد از شهر خاروانا تنها روستای دارای درمانگاه در سطح بخش محسوب می‌شود.
ارزیل در دل کوه‎‌های بلند و قد کشیده بادماریل، دز، مازارداغی قرار گرفته است. از شخصیت های ارزیل استاد عالی نسب می‌باشد که از سادات ارزیل بوده و نقش بی‌بدیلی در شکوفایی صنعت و اقتصاد ایران در زمان حکومت پهلوی و جمهوری اسلامی بود.

## مهاجرت
در سال‌های اخیر ترکیب جمعیتی ارزیل کاملاً متحول شده‌است. روستا از جمعیت جوان و فعال خالی شده و تعداد دانش‌آموزان نسبت به یک دههٔ گذشته چندین برابر کاهش یافته است. در حال حاضر اکثر جمعیت ارزیل را زنان و مردان مسن و دختران کم سن و سال تشکیل می‌دهند که این وضعیت بیانگر مهاجرت نیروی کار روستا به شهرهای مرند، تبریز و تهران است.

## مردم
تقریباً نیمی از مردم ارزیل سید هستند . متفکران زیادی در ارزیل تربیت دیده‌اند و هم‌اکنون در شهرهای مختلف ایران -همچون تبریز- فعالیت می‌کنند. از قدیم‌الایام مردم ارزیل اهل علم و عالم پرور بودند نسبت به جمعیتش چندین مورد مکتب خانه دایر می شد. تقریباً همه بچه های روستا چند صباحی دانش اموز مکتب خانه های روستا بودند و اگر دسترسی روستاییان به علوم عالیه فراهم میشد امروز شاهد به وجود امدن علمای زیادی بودیم هم اکنون فرزندان این سرزمین گهر بار در جای جای ایران عزیز در دانشگاه‌ها و حوزه‌های علمیه مشغول تحصیل و بعضاً تدریس می‌باشند.

## باغات
مهم‌ترین باغات این روستا عبارتند از: «تیندره‌سی»، «دزباغی»، «دمهلردره‌سی»، «طرزم درسی»، «دلبون»، «مازاردره»، «شابلار»، «یوخاری باغ»، «نوهرییل» که باغات تیندره‌سی مساحت زیادی را به خود اختصاص داده‌اند. همچنین این باغات منطقهٔ حاصل‌خیزی برای کشاورزان ارزیل به‌شمار می‌روند. محصولات این روستا قریب به اتفاق عبارتند: سیب-گلابی-زردآلو- گیلاس- گردو- به- آلو- آلبالو- توت و غیره.

## شخصیت ها
ارزیل در گذر تاریخ شخصیت های بزرگی را به جامعه معرفی کرده است.
میرهاشم تبریزی (۱۲۸۹ (قمری) - ۲۲ رجب ۱۳۲۷ (قمری)) معروف به میرهاشم دَوَه‌چی از سادات ارزیل بوده، وی در ابتدا درجبهه موافقان مشروطه و عضو انجمن تبریز بود ولی با شدت گرفتن مخالفت‌های محمدعلی شاه و بمباران مجلس و کشتار آزادی‌خواهان، او نیز به دستور پنهانی شاه در تبریز علم مخالفت برافراشت و بکمک روحانیان دیگر مثل میرزا حسن مجتهد، انجمن اسلامیه را تأسیس کرد.
حاج بهروز پورشریفی طراح پل خیبر، شهردار جلفا در اوایل انقلاب

## مناطق گردشگری ارزیل
- آبشار قره سو
- قلعه گورچینلیخ ( قلعه داشی )
- آبشار گول آخور
- غار دیبی یوخ
- جنگل های گونه گوره (جوانان گروه )
- کاورانسرای ایری علیا

## مشکلات ارزیل
- نبود پمپ بنزین یا جایگاه سی ان جی
- نبود اورژانس (فوریت های پزشکی )
- نبود پاسگاه یا کلانتری
- آنتن دهی نامناسب همراه اول و عدم انتن دهی اپراتورهای دیگر
- نبود اینترنت همراه
- نبود مراکز اقامتی و پذیرایی
- بسته بودن جاده ارزیل به مرند و تبریز در ایام زمستان به دلیل بارش برف که ناشی از نبود راهدار خانه در گردنه قینر می باشد.